# Jaroslav Soukup
Pour les articles homonymes, voir Jaroslav Soukup (réalisateur) et Soukup.
Jaroslav Soukup, né le 12 juillet 1982 à Jičín, est un biathlète tchèque, médaillé olympique du sprint et du relais mixte en 2014.

## Carrière
Jaroslav Soukup est présent de l'équipe nationale junior à partir de 2000. Il prend part à un relais de Coupe du monde en 2002 à Antholz et individuellement à partir de 2004. Il obtient ses premiers résultats importants lors de la saison 2005-2006, où il est notamment vainqueur du sprint des Championnats d'Europe à Arber et 19e d'une course en Coupe du monde. En 2007, il prend part à ses premiers championnats du monde à Antholz, lieu où il obtient son premier top en janvier 2010 (4e) après notamment une onzième place à l'individuel des Championnats du monde 2009.
Il prend part à ses premiers jeux olympiques en 2010, où son meilleur résultat individuel est une 30e sur l'individuel. En janvier 2011, il monte sur son premier podium avec le relais tchèque en Coupe du monde à Oberhof.
Lors de la saison 2011-2012, il est le meilleur tchèque de la discipline. En effet, il monte sur le podium de l'individuel des Championnats du monde de Ruhpolding (3e à 12 s de Jakov Fak), après avoir obtenu auparavant son premier podium en Coupe du monde lors de la poursuite d'Östersund. Il établit aussi son meilleur classement général en Coupe du monde avec le 25e rang. Durant l'été 2012, il chute à vélo, causant une fracture au coude, mais se rétablit à temps pour la saison à venir.
Aux Championnats du monde 2013, à Nové Město na Moravě, il remporte la médaille de bronze du relais mixte.
Le 8 février 2014, lors des Jeux olympiques d'hiver de Sotchi en Russie, il remporte la médaille de bronze du sprint, puis est médaillé d'argent lors du relais mixte en compagnie Ondřej Moravec, Gabriela Soukalová et Veronika Vítková. Il n'obtient aucun top dix individuel lors des quatre saisons suivantes en Coupe du monde.
Aux Jeux olympiques d'hiver de 2018, il participe seulement au relais, prenant le septième place. Il prend sa retraite sportive à l'issue de cet hiver. Il commence ensuite une carrière dans la police.

## Palmarès

### Jeux olympiques d'hiver
| Épreuve / Édition | Vancouver 2010                   | Sotchi 2014                         | Pyeongchang 2018 |
| Sprint            | 52e                              | Médaille de bronze, Jeux olympiques | -                |
| Poursuite         | 51e                              | 20e                                 | -                |
| Individuel        | 30e                              | 17e                                 | -                |
| Mass start        | -                                | 24e                                 | -                |
| Relais            | 7e                               | 11e                                 | 7e               |
| Relais mixte      | Épreuve inexistante à cette date | Médaille d'argent, Jeux olympiques  | -                |

Légende :
- : première place, médaille d'or
- : deuxième place, médaille d'argent
- : troisième place, médaille de bronze
- : pas d'épreuve
- — : Non disputée par Soukup

### Championnats du monde
| Mondiaux \ Épreuve   | Individuel                | Sprint | Poursuite | Départ en masse | Relais | Relais mixte              |
| 2007 Antholz         | 53e                       | 32e    | 33e       | —               | —      | —                         |
| 2008 Östersund       | —                         | 58e    | 49e       | —               | 7e     | 12e                       |
| 2009 Pyeongchang     | 11e                       | 37e    | 47e       | —               | 10e    | —                         |
| 2011 Khanty-Mansiïsk | 79e                       | 76e    | —         | —               | 10e    | —                         |
| 2012 Ruhpolding      | Médaille de bronze, monde | 43e    | 21e       | 11e             | 9e     | —                         |
| 2013 Nové Město      | 39e                       | 27e    | 42e       | —               | 6e     | Médaille de bronze, monde |
| 2015 Kontiolahti     | 36e                       | 11e    | 18e       | 28e             | 6e     | —                         |
| 2016 Holmenkollen    | 23e                       | 60e    | 41e       | —               | 5e     | —                         |

Légende :
- : première place, médaille d'or
- : deuxième place, médaille d'argent
- : troisième place, médaille de bronze
- — : non disputée par Soukup
- : pas d'épreuve
- DNS : non partant

### Coupe du monde
- Meilleur classement général : 25e en 2012.
- 7 podiums[3] :
  - 3 podiums individuels : 3 troisièmes places.
  - 2 podiums en relais : 1 deuxième place et 1 troisième place.
  - 2 podiums en relais mixte : 1 deuxième et 1 troisième place.

#### Détail des classements
| Saison    | Classement général final | Classement de l'individuel | Classement du sprint | Classement de la poursuite | Classement de la mass start |
| 2005-2006 | 73e                      | -                          | -                    | 62e                        | -                           |
| 2006-2007 | 61e                      | -                          | 40e                  | 51e                        | -                           |
| 2007-2008 | 54e                      | 43e                        | 46e                  | 62e                        | -                           |
| 2008-2009 | 43e                      | 45e                        | 44e                  | 28e                        | -                           |
| 2009-2010 | 37e                      | 20e                        | 46e                  | 39e                        | 39e                         |
| 2010-2011 | 44e                      | 25e                        | 49e                  | 42e                        | 42e                         |
| 2011-2012 | 25e                      | 5e                         | 45e                  | 26e                        | 14e                         |
| 2012-2013 | 56e                      | 68e                        | 49e                  | 58e                        | -                           |
| 2013-2014 | 31e                      | 27e                        | 36e                  | 30e                        | 27e                         |
| 2014-2015 | 41e                      | 51e                        | 37e                  | 47e                        | 49e                         |
| 2015-2016 | 56e                      | 68e                        | 49e                  | 58e                        | -                           |
| 2016-2017 | 31e                      | 27e                        | 36e                  | 30e                        | 27e                         |
| 2017-2018 | 41e                      | 51e                        | 37e                  | 47e                        | 49e                         |

### Championnats d'Europe
- Médaille d'or du sprint en 2006.
- Médaille d'argent du sprint en 2007.
- Médaille d'argent de la mass start en 2016.

### Championnats du monde junior
- Médaille d'argent du relais en 2002.
- Médaille de bronze du relais en 2003.

### Championnats d'Europe junior
- Médaille d'or du relais en 2003.
- Médaille de bronze du relais en 2000 et 2001.

### Championnats du monde de biathlon d'été
- Médaille d'or du relais en 2005.
- Médaille d'argent de la poursuite en 2005.
- Médaille d'argent du relais en 2006.
- Médaille de bronze de la mass start en 2005.
- Médaille de bronze du relais en 2007.

### Universiades
- Modèle:Médaille d'argemt Médaille d'argent de la poursuite en 2007.
- Médaille de bronze du sprint et de la poursuite en 2009.
- Médaille d'or de la mass start en 2009.

### IBU Cup
- 1 podium individuel.